# Finales NBA 2018
Navigation
Finales 2017 Finales 2019
Les finales NBA 2018 sont la dernière série de matchs de la saison 2017-2018 de la NBA et la conclusion des séries éliminatoires (playoffs) de la saison.

## Lieux des Finales
Les deux salles pour le tournoi ces finales sont : l'Oracle Arena d'Oakland et la Quicken Loans Arena de Cleveland.
| Warriors de Golden State | \| Oakland Cleveland \| | Cleveland               |
| Oracle Arena             | \| Oakland Cleveland \| | Quicken Loans Arena     |
| Capacité: 19 596         | \| Oakland Cleveland \| | Capacité: 20 562        |
| Oracle Arena             | \| Oakland Cleveland \| | American Airlines Arena |
| Oakland Cleveland        |                         |                         |

## Résumé de la saison

### Parcours comparés vers les finales NBA
| Conférence Ouest | Conférence Ouest                | Conférence Ouest | Conférence Ouest | Conférence Ouest | Conférence Ouest | Conférence Ouest | Conférence Ouest |
| No               | Franchise                       | Vic.             | Def.             | MJ               | MR               | % V/D            | RV               |
| ---------------- | ------------------------------- | ---------------- | ---------------- | ---------------- | ---------------- | ---------------- | ---------------- |
| 1                | Rockets de Houston              | 65               | 17               | 82               | 0                | .793             | –                |
| 2                | Warriors de Golden State T      | 58               | 24               | 82               | 0                | .707             | 7                |
| 3                | Trail Blazers de Portland       | 49               | 33               | 82               | 0                | .598             | 16               |
| 4                | Thunder d'Oklahoma City         | 48               | 34               | 82               | 0                | .585             | 17               |
| 5                | Jazz de l'Utah                  | 48               | 34               | 80               | 2                | .585             | 17               |
| 6                | Pelicans de La Nouvelle-Orléans | 48               | 34               | 82               | 0                | .585             | 17               |
| 7                | Spurs de San Antonio            | 47               | 35               | 82               | 0                | .573             | 18               |
| 8                | Timberwolves du Minnesota       | 47               | 35               | 82               | 0                | .573             | 18               |
|                  |                                 |                  |                  |                  |                  |                  |                  |
| 9                | Nuggets de Denver               | 46               | 36               | 82               | 0                | .561             | 19               |
| 10               | Clippers de Los Angeles         | 42               | 40               | 82               | 0                | .512             | 23               |
| 11               | Lakers de Los Angeles           | 35               | 47               | 82               | 0                | .427             | 30               |
| 12               | Kings de Sacramento             | 27               | 55               | 82               | 0                | .329             | 38               |
| 13               | Mavericks de Dallas             | 24               | 58               | 82               | 0                | .293             | 41               |
| 14               | Grizzlies de Memphis            | 22               | 60               | 82               | 0                | .268             | 43               |
| 15               | Suns de Phoenix                 | 21               | 61               | 82               | 0                | .256             | 44               |

| Conférence Est | Conférence Est         | Conférence Est | Conférence Est | Conférence Est | Conférence Est | Conférence Est | Conférence Est |
| No             | Franchise              | Vic.           | Déf.           | MJ             | MR             | % V/D          | RV             |
| -------------- | ---------------------- | -------------- | -------------- | -------------- | -------------- | -------------- | -------------- |
| 1              | Raptors de Toronto     | 59             | 23             | 82             | 0              | .720           | –              |
| 2              | Celtics de Boston      | 55             | 27             | 82             | 0              | .671           | 4              |
| 3              | 76ers de Philadelphie  | 52             | 30             | 82             | 0              | .634           | 7              |
| 4              | Cavaliers de Cleveland | 50             | 32             | 82             | 0              | .610           | 9              |
| 5              | Pacers de l'Indiana    | 48             | 34             | 82             | 0              | .585           | 11             |
| 6              | Heat de Miami          | 44             | 38             | 82             | 0              | .537           | 15             |
| 7              | Bucks de Milwaukee     | 44             | 38             | 82             | 0              | .537           | 15             |
| 8              | Wizards de Washington  | 43             | 39             | 82             | 0              | .524           | 16             |
|                |                        |                |                |                |                |                |                |
| 9              | Pistons de Détroit     | 39             | 43             | 82             | 0              | .476           | 20             |
| 10             | Hornets de Charlotte   | 36             | 46             | 82             | 0              | .439           | 23             |
| 11             | Knicks de New York     | 29             | 53             | 82             | 0              | .354           | 30             |
| 12             | Nets de Brooklyn       | 28             | 54             | 82             | 0              | .341           | 31             |
| 13             | Bulls de Chicago       | 27             | 55             | 82             | 0              | .329           | 32             |
| 14             | Magic d'Orlando        | 25             | 57             | 82             | 0              | .305           | 34             |
| 15             | Hawks d'Atlanta        | 24             | 58             | 82             | 0              | .293           | 35             |

## Matchs des Finales
Toutes les heures sont en Eastern Daylight Time (UTC−4)

### Match 1
| 31 mai 2018 21h00 EDT | Rapport | Cavaliers de Cleveland 114, Warriors de Golden State 124      | Cavaliers de Cleveland 114, Warriors de Golden State 124 | Cavaliers de Cleveland 114, Warriors de Golden State 124 | OT | Oracle Arena, Oakland, Californie Affluence : 19 596 | ABC, beIn Sports |
| 31 mai 2018 21h00 EDT | Rapport | Score par quart-temps : 30-29, 26-27, 22-28, 29-23, OT : 7-17 |                                                          |                                                          | OT | Oracle Arena, Oakland, Californie Affluence : 19 596 | ABC, beIn Sports |
| 31 mai 2018 21h00 EDT | Rapport | Score par mi-temps : 56-56, 58-68                             |                                                          |                                                          | OT | Oracle Arena, Oakland, Californie Affluence : 19 596 | ABC, beIn Sports |
| 31 mai 2018 21h00 EDT | Rapport | LeBron James, 51 Kevin Love, 13 LeBron James, 8               | Points Rebonds Passes d.                                 | Stephen Curry, 29 Draymond Green, 11 Curry, Green, 9     | OT | Oracle Arena, Oakland, Californie Affluence : 19 596 | ABC, beIn Sports |
| 31 mai 2018 21h00 EDT | Rapport | Golden State mène la série 1 à 0.                             |                                                          |                                                          | OT | Oracle Arena, Oakland, Californie Affluence : 19 596 | ABC, beIn Sports |

### Match 2
| 3 juin 2018 20h00 EDT | Rapport | Cavaliers de Cleveland 103, Warriors de Golden State 122 | Cavaliers de Cleveland 103, Warriors de Golden State 122 | Cavaliers de Cleveland 103, Warriors de Golden State 122 |  | Oracle Arena, Oakland, Californie Affluence : 19 596 Arbitres : Mike Callahan, David Guthrie, Derrick Stafford | ABC, beIn Sports |
| 3 juin 2018 20h00 EDT | Rapport | Score par quart-temps : 28-32, 18-27, 34-31, 23-32       |                                                          |                                                          |  | Oracle Arena, Oakland, Californie Affluence : 19 596 Arbitres : Mike Callahan, David Guthrie, Derrick Stafford | ABC, beIn Sports |
| 3 juin 2018 20h00 EDT | Rapport | Score par mi-temps : 46-59, 57-63                        |                                                          |                                                          |  | Oracle Arena, Oakland, Californie Affluence : 19 596 Arbitres : Mike Callahan, David Guthrie, Derrick Stafford | ABC, beIn Sports |
| 3 juin 2018 20h00 EDT | Rapport | LeBron James, 29 Kevin Love, 10 LeBron James, 13         | Points Rebonds Passes d.                                 | Stephen Curry, 33 Kevin Durant, 9 Stephen Curry, 8       |  | Oracle Arena, Oakland, Californie Affluence : 19 596 Arbitres : Mike Callahan, David Guthrie, Derrick Stafford | ABC, beIn Sports |
| 3 juin 2018 20h00 EDT | Rapport | Golden State mène la série 2 à 0.                        |                                                          |                                                          |  | Oracle Arena, Oakland, Californie Affluence : 19 596 Arbitres : Mike Callahan, David Guthrie, Derrick Stafford | ABC, beIn Sports |

### Match 3
| 6 juin 2018 21h00 EDT | Rapport | Warriors de Golden State 110, Cavaliers de Cleveland 102 | Warriors de Golden State 110, Cavaliers de Cleveland 102 | Warriors de Golden State 110, Cavaliers de Cleveland 102 |  | Quicken Loans Arena, Cleveland, Ohio Affluence : 20 562 Arbitres : Marc Davis, John Goble, Zach Zarba | ABC, beIn Sports |
| 6 juin 2018 21h00 EDT | Rapport | Score par quart-temps : 28-29, 24-29, 31-23, 2721        |                                                          |                                                          |  | Quicken Loans Arena, Cleveland, Ohio Affluence : 20 562 Arbitres : Marc Davis, John Goble, Zach Zarba | ABC, beIn Sports |
| 6 juin 2018 21h00 EDT | Rapport | Score par mi-temps : 52-58, 58-44                        |                                                          |                                                          |  | Quicken Loans Arena, Cleveland, Ohio Affluence : 20 562 Arbitres : Marc Davis, John Goble, Zach Zarba | ABC, beIn Sports |
| 6 juin 2018 21h00 EDT | Rapport | Kevin Durant, 43 Kevin Durant, 13 Draymond Green, 9      | Points Rebonds Passes d.                                 | LeBron James, 33 Kevin Love, 13 LeBron James, 11         |  | Quicken Loans Arena, Cleveland, Ohio Affluence : 20 562 Arbitres : Marc Davis, John Goble, Zach Zarba | ABC, beIn Sports |
| 6 juin 2018 21h00 EDT | Rapport | Golden State mène la série 3 à 0.                        |                                                          |                                                          |  | Quicken Loans Arena, Cleveland, Ohio Affluence : 20 562 Arbitres : Marc Davis, John Goble, Zach Zarba | ABC, beIn Sports |

### Match 4
| 8 juin 2018 21h00 EDT | Rapport | Warriors de Golden State 108, Cavaliers de Cleveland 85                                                | Warriors de Golden State 108, Cavaliers de Cleveland 85 | Warriors de Golden State 108, Cavaliers de Cleveland 85 |  | Quicken Loans Arena, Cleveland, Ohio Affluence : 20 562 Arbitres : Scott Foster, James Capers, Jason Phillips | ABC, beIn Sports |
| 8 juin 2018 21h00 EDT | Rapport | Score par quart-temps : 34-25, 27-27, 25-13, 22-20                                                     |                                                         |                                                         |  | Quicken Loans Arena, Cleveland, Ohio Affluence : 20 562 Arbitres : Scott Foster, James Capers, Jason Phillips | ABC, beIn Sports |
| 8 juin 2018 21h00 EDT | Rapport | Score par mi-temps : 61-52, 47-33                                                                      |                                                         |                                                         |  | Quicken Loans Arena, Cleveland, Ohio Affluence : 20 562 Arbitres : Scott Foster, James Capers, Jason Phillips | ABC, beIn Sports |
| 8 juin 2018 21h00 EDT | Rapport | Stephen Curry, 37 Kevin Durant, 12 Kevin Durant, 10                                                    | Points Rebonds Passes d.                                | LeBron James, 23 Kevin Love, 9 LeBron James, 8          |  | Quicken Loans Arena, Cleveland, Ohio Affluence : 20 562 Arbitres : Scott Foster, James Capers, Jason Phillips | ABC, beIn Sports |
| 8 juin 2018 21h00 EDT | Rapport | Golden State remporte la série 4 à 0 et remporte le titre NBA. Kevin Durant est nommé MVP des Finales. |                                                         |                                                         |  | Quicken Loans Arena, Cleveland, Ohio Affluence : 20 562 Arbitres : Scott Foster, James Capers, Jason Phillips | ABC, beIn Sports |

## Équipes

### Warriors de Golden State
| Warriors de Golden State Effectif durant les finales 2018 |    |                        |                    |                   |
| Entraîneur : Steve Kerr                                   |    |                        |                    |                   |
| Ailier fort                                               | 2  | Drapeau des États-Unis | Jordan Bell        | Oregon            |
| Ailier fort                                               | 25 | Drapeau des États-Unis | Chris Boucher (TW) | Oregon            |
| Meneur                                                    | 4  | Drapeau des États-Unis | Quinn Cook (TW)    | Duke              |
| Meneur                                                    | 30 | Drapeau des États-Unis | Stephen Curry      | Davidson          |
| Ailier                                                    | 35 | Drapeau des États-Unis | Kevin Durant       | Texas             |
| Ailier, Ailier fort                                       | 23 | Drapeau des États-Unis | Draymond Green     | Michigan State    |
| Arrière, Ailier                                           | 9  | Drapeau des États-Unis | Andre Iguodala     | Arizona           |
| Pivot                                                     | 15 | Drapeau des États-Unis | Damian Jones       | Vanderbilt        |
| Arrière, Meneur                                           | 34 | Drapeau des États-Unis | Shaun Livingston   | Peoria Central HS |
| Ailier fort                                               | 5  | Drapeau des États-Unis | Kevon Looney       | UCLA              |
| Arrière, Ailier                                           | 0  | Drapeau des États-Unis | Patrick McCaw      | UNLV              |
| Pivot                                                     | 1  | Drapeau des États-Unis | JaVale McGee       | Nevada            |
| Pivot                                                     | 27 | Drapeau de la Géorgie  | Zaza Pachulia      | Géorgie           |
| Arrière                                                   | 11 | Drapeau des États-Unis | Klay Thompson      | Washington State  |
| Ailier fort                                               | 3  | Drapeau des États-Unis | David West         | Xavier            |
| Arrière                                                   | 6  | Drapeau des États-Unis | Nick Young         | USC               |
| (C) Capitaine - Blessé                                    |    |                        |                    |                   |

### Cavaliers de Cleveland
| Cavaliers de Cleveland Effectif durant les finales 2018 |    |                        |                       |                                   |
| Entraîneur : Tyronn Lue                                 |    |                        |                       |                                   |
| Meneur                                                  | 81 | Drapeau de l'Espagne   | José Manuel Calderón  | Espagne                           |
| Meneur, Arrière                                         | 8  | Drapeau des États-Unis | Jordan Clarkson       | Missouri                          |
| Ailier, Ailier fort                                     | 32 | Drapeau des États-Unis | Jeff Green            | Georgetown                        |
| Meneur                                                  | 3  | Drapeau des États-Unis | George Jesse Hill     | IUPUI                             |
| Arrière                                                 | 10 | Drapeau des États-Unis | John Holland (TW)     | Boston University                 |
| Arrière                                                 | 1  | Drapeau des États-Unis | Rodney Hood           | Duke                              |
| Ailier                                                  | 23 | Drapeau des États-Unis | LeBron James          | St Vincent St Mary HS             |
| Arrière, Ailier                                         | 26 | Drapeau des États-Unis | Kyle Korver           | Creighton                         |
| Ailier fort                                             | 0  | Drapeau des États-Unis | Kevin Love            | UCLA                              |
| Ailier fort                                             | 22 | Drapeau des États-Unis | Larry Nance, Jr.      | Wyoming                           |
| Arrière                                                 | 16 | Drapeau de la Turquie  | Cedi Osman            | Turquie                           |
| Pivot                                                   | 21 | Drapeau des États-Unis | Kendrick Perkins      | Clifton J. Ozen HS                |
| Meneur                                                  | 15 | Drapeau des États-Unis | London Perrantes (TW) | Virginie                          |
| Arrière                                                 | 5  | Drapeau des États-Unis | J. R. Smith           | Saint Benedict's Preparatory (NJ) |
| Ailier fort                                             | 13 | Drapeau du Canada      | Tristan Thompson      | Texas                             |
| Ailier fort                                             | 9  | Drapeau des États-Unis | Okaro White           | Florida State                     |
| Pivot                                                   | 41 | Drapeau de la Croatie  | Ante Žižić            | Croatie                           |
| (C) - Capitaine, (TW) - Two-way contract, - Blessé      |    |                        |                       |                                   |